# Can Rissec (Anglès)
Can Rissec és un mas habitat que pertany al veïnat de les Mines del Sant Pare, a la vila d'Anglès, comarca de la Selva.
Aquesta edificació es troba a 205 metres sobre el nivell del mar, enclavada al final del bosc de Rissec, vora els camps de Can Rissec. La seva inclusió dins del veïnat de les Mines del Sant Pare és dubtós doncs es troba al límit entre aquestes i el veïnat de les Masies de Sant Amanç
Actualment el seu estat de conservació és bo. Sense tenir un especial valor arquitectònic, la seva antiguitat fa que aquest mas s'hagi inclòs com a mas protegit al Pla Especial de Masies i Cases Rurals d'Anglès (fitxa A22).